# گلن مک‌دونا
گلن مک‌دونا (انگلیسی: Glen MacDonough؛ ‏ ۱۸۷۰ – ۳۰ مارس ۱۹۲۴) نویسنده و ترانه‌سرای اهل ایالات متحده آمریکا بود.
وی ترانه‌سرای اپرت محبوب «بچه‌ها در سرزمین اسباب‌بازی» اثر ویکتور هربرت بود. وی همچنین ترانه‌هایی برای جان فیلیپ سوزا و ال. فرانک باوم نوشته‌است.
او همچنین یکی از ۹ پایه‌گذار اصلی انجمن آهنگسازان، پدیدآوران و ناشران آمریکا بود.